# 美しき日本の面影
『美しき日本の面影』（うつくしきにっぽんのおもかげ）は、シンガーソングライターさだまさしの2006年9月13日発表のソロ32枚目のオリジナル・アルバムである。同年9月から翌年月までの、さだまさしコンサートツアー、および同年に刊行されたエッセイ集にも同じタイトルが用いられた。

## アルバムの概要
2006年はグレープ解散30周年目にあたることもあって、アルバム『恋文』同様グレープ時代の相棒である吉田政美が参加しているほか、歌詩カードにも2人で写っている写真があったり、「Special Thanks to　吉田政美(GRAPE)」と書かれていたりする。
ちなみに、イラク戦争などにおける日本の対米従属的な外交姿勢に憤りを感じていたさだは、当初アルバムのタイトルを『51』（「日本はアメリカ合衆国51番目の州だ」という皮肉）にしようと考えていたという（翌年のアルバム『Mist』では、その思いを「51」という曲に反映させている）。
2006年10月から12月まで「向日葵の影」がNHK「ラジオ深夜便」の深夜便の歌として放送された。
2006年8月25日より、さだまさし公式携帯サイト「さだまさしケータイ★ファンサイト」初の試みとして、発売日前である本作『美しき日本の面影』所収の楽曲（一部）の有料先行配信が行なわれた（会員のみ）。現在はExcite Music Storeでダウンロードが出来るようになった。

### 収録曲
1. 桜人〜序章 春の夜の月〜
九条良経、藤原俊成女、大伴宿禰池主、菅原道真以上の4歌人の桜に関する和歌（短歌）をベースにさだまさしが補作詩した曲。さだ個人のそれぞれの和歌に対する感想はライナーノートに記されている。
2. 桜桃（さくらんぼ）
恋人同士のやり取りの一端を季節の持つ様々な場面に見立てて表現した曲。
さだは、「恋愛にも季節にも必ず冬という厳しい時があるが、それを乗り越えれば再び春がやってくる。それらの廻りを信じる心が大切である。」と語っている。
3. さよなら橋
グレープの吉田政美と共に歌い上げた曲。さだのファンクラブ会員向けコンサート「母を讃えるコンサート」で初演されたが、そのときの楽曲（後に曲名を「さよなら橋-習作-」とされる）から歌詞が変更されている。
4. 献灯会（けんとうえ）
東京・中野区の百観音明治寺で行われている行事を歌った曲。さだとこの寺の住職との交流が作曲のきっかけとなっている。
5. 向日葵の影
さだの親友の夫人が亡くなり、2006年8月15日の精霊流しで彼女を送った時のことを歌った曲。グレープとして精霊流しを再び取り上げた曲である。NHKラジオの「ラジオ深夜便」で深夜便の歌として放送（同年10月-12月）。
6. 鉢植えの子供
現代の子供達を温室の観賞植物に見立てて表現した曲。
これは近年の子供達を取り巻く環境と子供たちの姿勢、そしてその子供達を育てている大人たちに対しての警鐘と、さだなりの「健康」な子供の育て方の指導論といった面を持ち合わせている。
7. 悲しい螺旋
この世の様々な事象に内包されている「光」と「影」を恋人同士の別れの場面とその心象風景で表現した曲。
さだは、「この世は良い面と悪い面、どちらか片方だけ独立して存在することはあり得るはずもなく、必ず共存しているか、若しくは互いに滅びるしかない相互矛盾を宿命とした世界である。」とライナーノートで語っている。
8. 愛の音
生々流転する世界の中で、一所懸命に生き「愛」を知ることの意味を暗喩的に表現した曲。
9. 大晦日（おおつごもり）
どれほどその年に辛いことがあろうとも、次の年を前にして心を一新しそれまでの年に感謝する先人の姿勢を現代人に思い出してもらうために、敢えて古語をタイトルに用いた作品。
10. 天然色の化石2006
原曲は『夢回帰線II』（1990年）収録。原曲とはまったく違ったアレンジになっているほか、歌詞から「God bless you」の語が削られている。
11. サクラサク
近年の社会に内在する様々な不安な要因の影響を受け続けている現代人に向けた、さだの応援歌。
「頑張り過ぎず途中で諦めない」このことこそが様々な不安要因を乗り切るために誰でも出来、そして最も大切であるとさだは語っている。
12. 桜人〜終章 しづ心なく〜
基本的な曲は1と同じだが、ベースとなっている詩が紀友則、西行の桜に関する和歌（短歌）になっている。

### 作詩・作曲・編曲など
- 下記以外の全曲とも作詩作曲：さだまさし

（注）さだまさしの作品はすべて「作詞」ではなく「作詩」とクレジットされているので、誤記ではない。
- - 「桜人〜序章 春の夜の月〜」　作詩：九条良経、藤原俊成女、大伴宿禰池主、菅原道真（すべて短歌）　補作詩：さだまさし
  - 「桜人〜終章 しづ心なく〜」　作詩：紀友則、西行（すべて短歌）　補作詩：さだまさし
- 下記以外の編曲：渡辺俊幸
  - 「さよなら橋」「献灯会」　編曲：グレープ
  - 「向日葵の影」　編曲：グレープ、渡辺俊幸
  - 「桜人〜序章 春の夜の月〜」「鉢植えの子供」「桜人〜終章 しづ心なく〜」　編曲：さだまさし　ストリングス・アレンジ：渡辺俊幸　
  - 「桜桃」　編曲：さだまさし　ストリングス・アレンジ：渡辺俊幸　コーラス・アレンジ：八野行恭
- 曲協力
  - さよなら橋：吉田政美
  - 大晦日：MCキッズ・おおつごもり混声合唱団

### 主な参加ミュージシャン
- ギター：吉田政美（グレープ）
- ギター：石川鷹彦
- シンセサイザー：森本康史
- 篠崎正嗣Strings
- ピアノ：紺野紗衣

## エッセイ集の概要
前述した同名のアルバムに先立ち、2006年6月に新潮社より、雑誌連載「旅供養」17篇のうち16篇を再編集し、単行本『美しき日本の面影』として刊行された。書籍情報：ISBN 4-10-300871-7

### 連載「旅供養」
2004年に通算925号を迎えた歴史ある旅雑誌「旅」がJTBパブリッシングから新潮社へと発行元を移すこととなり大幅な誌面のリニューアルがなされた。その新連載陣のひとつとして、さだまさしの「旅供養」が同年5月号より開始され、翌2005年9月号まで全17篇が掲載された。